# Eiskunstlauf-Europameisterschaft 1911
Die 17. Eiskunstlauf-Europameisterschaft fand am 12. Februar 1911 in Sankt Petersburg statt.

## Ergebnis

### Herren
| Platz | Sportler          | Land            |
| ----- | ----------------- | --------------- |
| 1     | Per Thorén        | Schweden        |
| 2     | Karl Ollo         | Russland        |
| 3     | Werner Rittberger | Deutsches Reich |
| 4     | Iwan Malinin      | Russland        |
| 5     | Andor Szende      | Ungarn          |

Punktrichter:
- A. Lebedew  Russland
- A. Iwanschenkzow  Russland
- A. von Dezsoe  Ungarn
- R. Sundgrén  Russland
- G. Sanders  Russland
- S. Schustow  Russland
- P. Büttner  Russland

## Quelle
- European figure skating championships 1910–1914. Skatabase, archiviert vom Original am 11. Oktober 2008; abgerufen am 18. Mai 2018 (englisch).